# باب بیکر
باب بیکر (به انگلیسی: Bob Baker) (۲۶ ژوئیهٔ ۱۹۳۹ – ۳ نوامبر ۲۰۲۱) فیلم‌نامه‌نویس اهل بریتانیا بود.
از فیلم‌ها یا مجموعه‌های تلویزیونی که وی در آن‌ها نقش داشته‌است، می‌توان به والاس و گرومیت: نفرین موجود خرگوش‌نما، اصلاح سه‌تیغ، شلوار اشتباهی، ک-۹، هدف، به من بگوئید آقا و دکتر هو اشاره نمود.